# Ovatella kutschigiana
Ovatella kutschigiana is een slakkensoort uit de familie van de Ellobiidae. De wetenschappelijke naam van de soort is voor het eerst geldig gepubliceerd in 1845 door Küster.